# Raymond Davis mladší
Raymond Davis mladší (14. října 1914 Washington, D.C. – 31. května 2006 New York) byl americký fyzik.

## Život
V roce 2000 obdržel Wolfovu cenu za fyziku a v roce 2002 byl společně s japonským fyzikem Masatoši Košibou oceněn Nobelovou cenou za fyziku, a to za průkopnický přínos pro astrofyziku, především za objevení kosmických neutrin.

## Ceny a ocenění
- Cyrus B. Comstock Prize of the National Academy of Sciences (1978)
- Tom W. Bonner Prize of the American Physical Society (1988)
- W. K. H. Panofsky Prize of the American Physical Society (1992)
- Beatrice M. Tinsley Prize of the American Astronomical Society (1994)
- George Ellery Hale Prize of the American Astronomical Society (1996)
- Wolfova cena za fyziku (2000)
- Národní vyznamenání za vědu (2001)
- Nobelova cena za fyziku (2002)